# Pavel Martínek
 Pavel Martínek (né le 27 octobre 1962 à Louny) est un coureur cycliste tchécoslovaque des années 1980. Spécialiste des disciplines de vitesse sur piste, il est notamment triple champion du monde de tandem entre 1980 et 1982.

## Biographie
Ivan Kučírek est un spécialiste des courses en tandem sur piste. Il court pour le club sportif de TJ Favorit Brno. En 1980, 1981 et 1982, il est triple champion du monde de tandem avec Ivan Kučírek. En 1983, il est vice-champion du monde de la discipline derrière les Français Franck Dépine et Philippe Vernet. 
Il n'a pas participé aux Jeux olympiques de Los Angeles de 1984 en raison du boycott des pays du bloc communiste.
Il est quadruple champion de Tchécoslovaquie en tandem de 1980 à 1983, également avec Kučírek.

## Palmarès sur piste

### Championnats du monde
- 1980
  -  Champion du monde de tandem (avec Ivan Kučírek)
- 1981
  -  Champion du monde de tandem (avec Ivan Kučírek)
- 1982
  -  Champion du monde de tandem (avec Ivan Kučírek)
- 1983
  -  Médaillé d'argent du tandem (avec Ivan Kučírek)

### Championnats de Tchécoslovaquie
- Champion de Tchécoslovaquie de tandem : 1980, 1981, 1982 et 1983